# Anagelasta trimaculata
Anagelasta trimaculata är en skalbaggsart som beskrevs av Stefan von Breuning 1938. Anagelasta trimaculata ingår i släktet Anagelasta och familjen långhorningar. Inga underarter finns listade i Catalogue of Life.